# 淑懐帝姫
淑懐帝姫（しゅくかいていき）は、北宋の神宗の嫡出長女。

## 経歴
皇后向氏の娘として生まれ、延禧公主に封ぜられた。才能があり、世話好き、早熟な性格であった。
元豊元年（1078年）2月、薨去した。父の神宗と皇后向氏は喪服を着て、泣きながら見送りした。燕国公主の位を追贈された。皇后向氏は慈雲寺を建立し、供養が行われた。
元符3年（1100年）3月、庶出弟の徽宗から周国長公主の位を再追贈され、「淑懐」と諡された。政和4年（1114年）12月、淑懐長帝姫の位を再追贈された。

## 伝記資料
- 『宋史』
- 『宋会要輯稿』
- 『燕国公主追封記』